# بیماریهای داخلی (کتاب)
بیماریهای داخلی کتابی از محمدحسین اردوبادی است که در سال ۱۳۵۰ منتشر و برندهٔ جایزه کتاب سال سلطنتی شد.